# ستروپتشیتسه
ستروپتشیتسه (به لاتین: Strupčice) یک منطقهٔ مسکونی در جمهوری چک است که در ناحیه خوموتوو واقع شده‌است. ستروپتشیتسه ۱۹٫۶۵ کیلومتر مربع مساحت و ۶۶۳ نفر جمعیت دارد و ۲۵۸ متر بالاتر از سطح دریا واقع شده‌است.